# Вінхарє
Вінхарє (словен. Vinharje) — поселення в общині Гореня вас-Поляне, Горенський регіон, Словенія. Висота над рівнем моря: 661,1 м.